# Ondas de agua (jeroglífico)
| N35 |

| N35 |

En el Antiguo Egipto el jeroglífico de las ondas de agua es una representación gráfica de dichas ondas de agua. Los antiguos egipcios utilizaron las ondas de agua como sonido consonante n (horizontal).

## Las 24 «letras» del alfabeto
Los 24 jeroglíficos utilizados como sonidos consonantes (unilíteros) en la antigua escritura egipcia (incluyendo sonidos duplicados ~ 32).
| G1 |

| G1 |

| M17 |

| M17 |

| M17 | M17 |

| M17 | M17 |

| D36 |

| D36 |

| G43 |

| G43 |

| b |

| b |

| p |

| p |

| f |

| f |

| G17 |

| G17 |

| N35 |

| N35 |

| D21 |

| D21 |

| h |

| h |

| H |

| H |

| Aa1 |

| Aa1 |

| F32 |

| F32 |

| O34 |

| O34 |

| N37 |

| N37 |

| N29 |

| N29 |

| k |

| k |

| g |

| g |

| t |

| t |

| V13 |

| V13 |

| d |

| d |

| I10 |

| I10 |